# Мелейру
Мелейру (порт. Meleiro)  —  муниципалитет в Бразилии, входит в штат Санта-Катарина. Составная часть мезорегиона Юг штата Санта-Катарина. Входит в экономико-статистический  микрорегион Арарангуа. Население составляет 6893 человека на 2006 год. Занимает площадь 186,618 км². Плотность населения — 36,9 чел./км².

## История
Город основан 20 декабря 1961 года.

## Статистика
- Валовой внутренний продукт на 2003 составляет 113.519.287,00 реалов (данные: Бразильский институт географии и статистики).
- Валовой внутренний продукт на душу населения на 2003 составляет 16.265,84 реалов (данные: Бразильский институт географии и статистики).
- Индекс развития человеческого потенциала на 2000 составляет 0,793 (данные: Программа развития ООН).